# مسجد جامع مکی زاهدان
مسجد جامع مکی زاهدان، از بزرگ‌ترین مساجد جهان اسلام و مشهورترین مسجد اهل‌سنت در ایران است که در شهر زاهدان مرکز استان سیستان و بلوچستان قرار دارد. ساخت این مسجد در سال۱۳۵۳ هجری خورشیدی توسط عبدالعزیز ملازاده، یکی از روحانیان شناخته شده اهل سنت ایران در سیستان و بلوچستان آغاز شد.

## ویژگی‌های معماری
بنای اولیه دارای دو مناره با ارتفاع ۳۷ متر بود که با گذشت زمان و افزایش جمعیت و نیاز به فضای وسیع‌تر برای عبادت در چند مرحله توسعه و گسترش یافت. در سال ۷۰ مرحله اول توسعه مسجد در سه طبقه زیرزمین، همکف و طبقه اول شروع شد و نزدیک به ۲۰ سال طول کشید. نمای بیرونی مسجد مکی بسیار به مسجد سلطان احمد ترکیه نزدیک است و فضای داخلی آن نیز به مسجد النبی در مدینه شباهت دارد.
این مسجد ۳۳۰۰۰ متر مربع زیر بنا و چهار مناره به ارتفاع ۹۲ متر و ۵۲ گنبد دارد. ارتفاع گنبد مرکزی آن ۴۶ متر است، ساخت این مسجد در حال حاضر با کمک‌های مردمی و خیرین ادامه دارد.

## تاریخچه
مولاناعبدالعزیز ملازاده بنای این مسجد را در سال ۱۳۵۳ با زیربنای ۶۰۰ متر مربع آغاز کرد. بنای اولیه دارای دو مناره با ارتفاع ۳۷ متر بود. که با گذشت زمان و افزایش جمعیت و نیاز به فضای گسترده‌تر برای عبادت در چند مرحله توسعه و گسترش یافت.
مسجد جامع مکی در حال حاضر بزرگ‌ترین مسجد زاهدان و محل برگزاری نماز جمعه شهروندان اهل تسنن است. تولیت این مسجد با عبدالحمید اسماعیل زهی (مولوی عبدالحمید) است. از سال ۱۳۶۵ تا به امروز این مسجد دیدنی محل برگزاری نماز جماعت است.

## توسعه
ساخت اولیه این بنا به سال۱۳۵۳برمی گردد و اولین مرحله توسعه آن در سال۱۳۷۰بیست سال پس از تأسیس مسجد انجام شد. درطول اولین مرحله توسعه که مربوط به ساخت یک طبقه بر روی طبقه همکف و یک طبقه زیرزمین است بیشتر به بازسازی و طراحی داخلی نمای مسجد مکی پرداخته شد. درسال۱۳۹۰بازسازی نمای بیرونی شروع و سعی شد که با معماری بقیهٔ مساجد ایران متفاوت ترباشد.نمای بیرونی مسجد مکی شبیه مساجد ترکیه است و در این میان بیشترین شباهت را به مسجد سلطان احمد دارد. درون آن سعی شده که از مسجد النبی الهام گرفته شود. طراحی بنای مسجد و معماری داخلی مسجد مکی کاری از هنرمندان ایرانی است. مردم بومی داوطلبانه و بدون دریافت دستمزد در ساخت این بنا همکاری کرده‌اند، و با این باور که مسجد را مردم نماز گزار باید بسازند، هزینه آن را خود تأمین می‌کنند و تاکنون هیچ هزینه‌ای از سازمانهای دولتی دریافت نکرده‌اند. اما خبرهایی از دریافت کمک هزینه از کشورهای عربستان و امارات عربستان منتشر شد.
نماز جمعه از سال ۱۳۶۵ در مسجد مکی برگزار می‌شود.

### شایعه ساخت تونل
در زمان ساخت و توسعه این مسجد، شایعه ای مبنی بر ساخت تونل در زیر این مسجد مطرح شد. مولوی عبدالحمید عنوان کرد که آنچه توسط شایعه پراکن‌ها تونل معرفی شده است، راه‌های فاضلاب مسجد است.

## بمب‌گذاری در مسجد
خبرگزاری‌های ایران در بهمن ۱۳۸۸ از یک بمب‌گذاری در نزدیکی این مسجد خبر دادند. بمب توسط نیروهای امنیتی خنثی شد و مسئولیت عملیات به گردن گروهک تحت رهبری عبدالمالک ریگی انداخته شد.

## در اعتراضات ۱۴۰۱
در یک سال گذشته، مسجد مکی بیش از پیش بر سر زبان بسیاری از ایرانی‌ها قرار گرفته است و دلیل آن، به شکل‌گیری اعتراضات سال ۱۴۰۱ و البته حمله به نمازگزاران این مسجد و کشته شدن حدود یکصد تن از آن‌ها برمی‌گردد. در این یک سال، مولوی عبدالحمید، امام جماعت این مسجد با نطق‌های انتقادی‌اش در نماز جمعه، توجهات زیادی را به سمت خود معطوف کرده است. این مسجد در این دوران به کانون اعتراضات علیه جمهوری اسلامی بدل شده بود. از این رو نیروهای حکومتی برای این مسجد محدودیت‌هایی را همچون قطع اینترنت در زمان برپایی نماز جمعه وضع کردند. شرکت کنندگان در نماز جمعه این مسجد، هر هفته بعد از نماز جمعه، در خیابان‌ها دست به اعتراض می‌زنند. در یکی از همین اعتراض‌ها بود که بین نیروهای انتظامی ایران و معترضان درگیری پدید آمد و بیش از ۱۰۳ نفر کشته شدند.
در میانه اعتراضات، یک شخص در پوشش طلبه علوم دینی به مسجد مکی نفوذ کرده و قصد ترور مولوی عبدالحمید به‌وسیله سم را داشته است. این شخص توسط انتظامات مسجد مکی بازداشت و توطئه ترور خنثی شد. وی پس از بازداشت تحویل مقامات جمهوری اسلامی شد. درصورتی که مقامات جمهوری اسلامی بعد از چند روز آن طلبه را بر روی شبکه خبر آوردند وگفت من را در مسجد شکنجه کردند بعد ها مشخص شد که حقیقت داشت است . رسانه‌های نزدیک به مسجد مکی اعلام کردند این شخص از طرف اطلاعات سپاه پاسداران مأموریت داشته است.
محمدجواد لاریجانی، دبیر ستاد حقوق بشر جمهوری اسلامی ایران، در پی اعتراضات ۱۴۰۱، مسجد جامع مکی زاهدان را مصداق مسجد ضرار معرفی کرد و گفت که از آنجا حرف‌های متعفن بیرون می‌آید. مسجد ضرار به عنوان «نماد نفاق» در اسلام شهرت دارد که پیامبر اسلام دستور ویران کردنش را داد.

## منبع مالی مسجد مکی
مسجد مکی زاهدان که سال هاست در دست ساخت است تمای هزینه‌های توسط مردم بومی و اهل تسنن تأمین می‌شود و اگر شخصی توان کمک را ندارد سعی می‌کند در ساخت بنای مسجد همکاری بعمل آورد طوری که گفته می‌شود که افرادی از اقصا نقاط استان برای بنایی و گچ کاری و… به مسجد می ایند و بدون دریافت هیچ گونه دستمزد و حقوقی در آن جا کار می‌کنند طبق عقاید خودشان برای دنیا بعد از مرگشان حسنه و توشه جمع می‌کنند و اعتقاد دارند این عمل موجب رستگاری آنان می‌شود. شایعاتی مبنی بر اینکه هزینه ساخت مسجد توسط حکام و تاجرین کشورهای حوضه خلیج فارس تأمین می وشد اما مولوی عبدالحمید در مصاحبه خود با حسین دهباشی این مطلب را کذب خواند و افزود که تمامی هزینه‌ها توسط افراد بومی پرداخت می‌شود.{25}

## نگارخانه

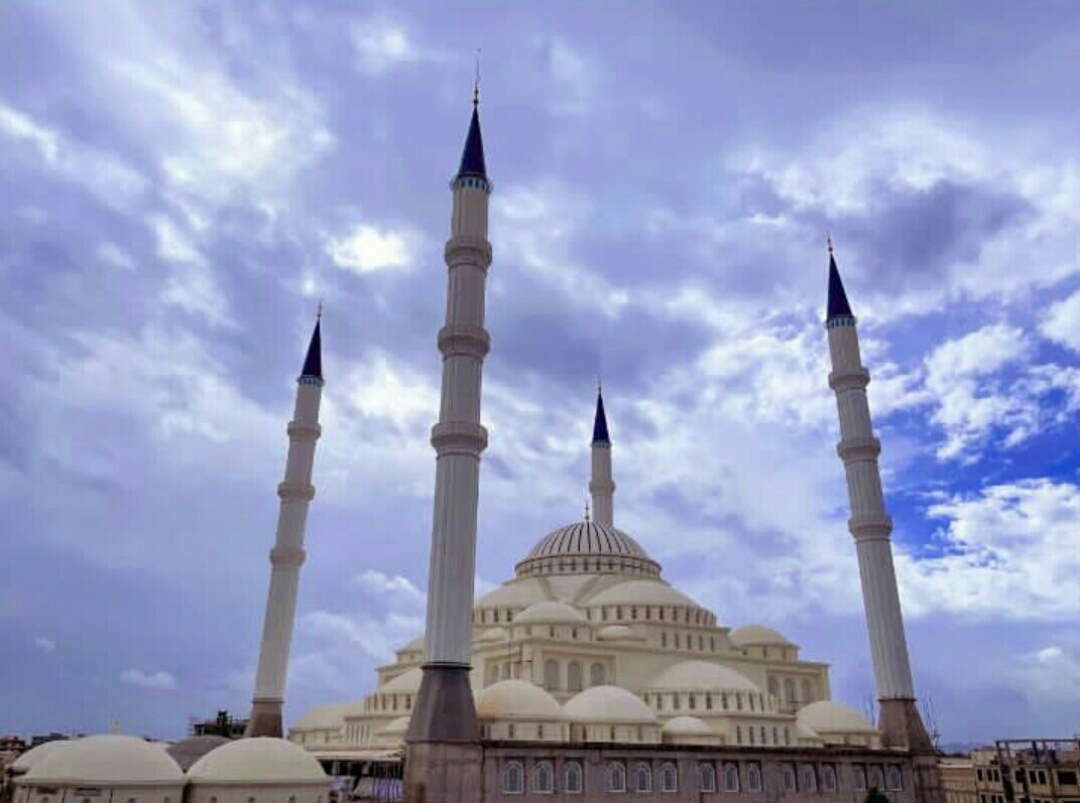
نمایی از مناره‌های مسجد مکی زاهدان
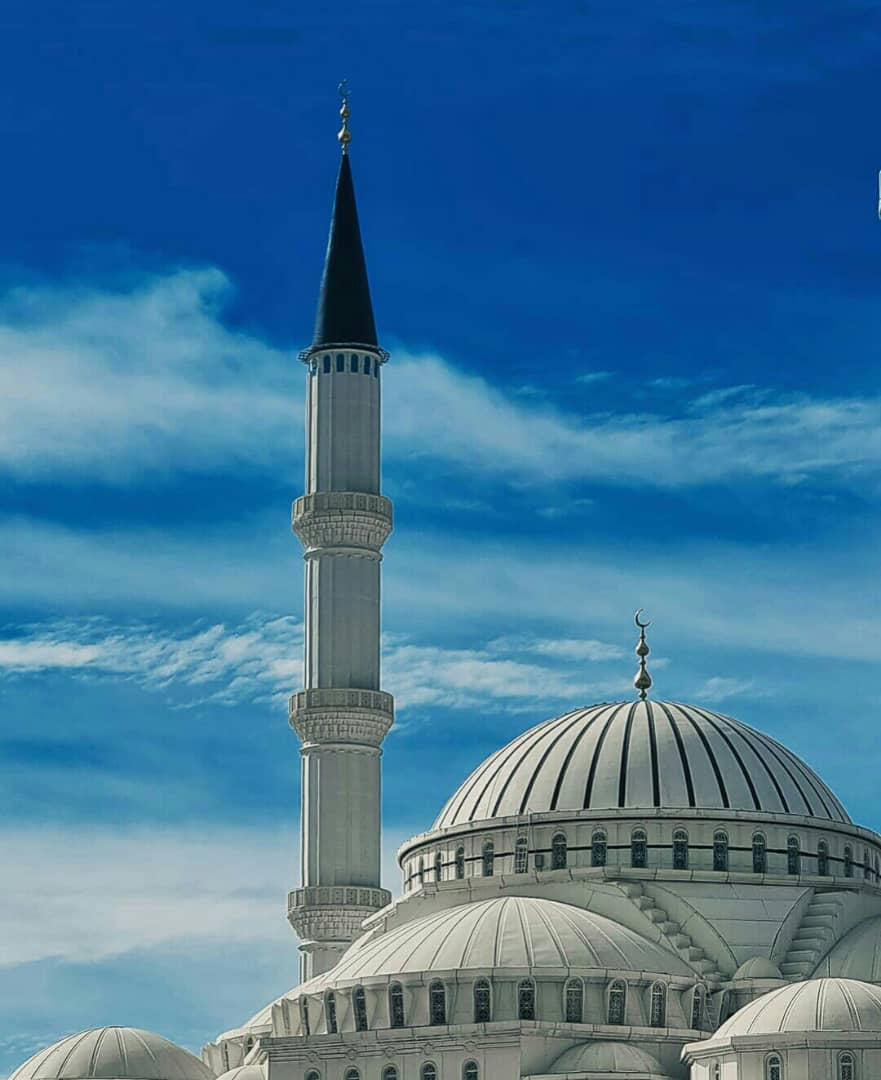
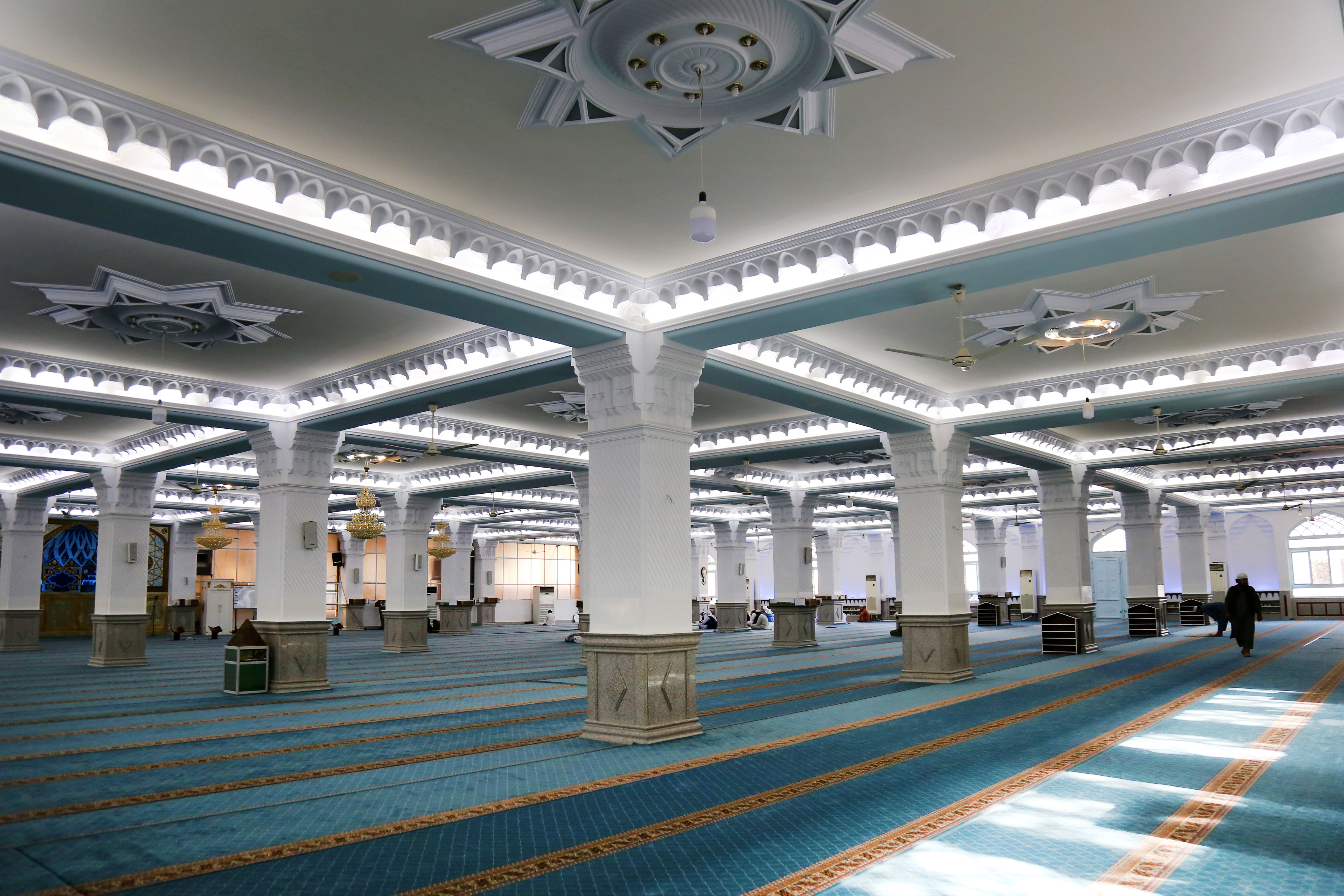
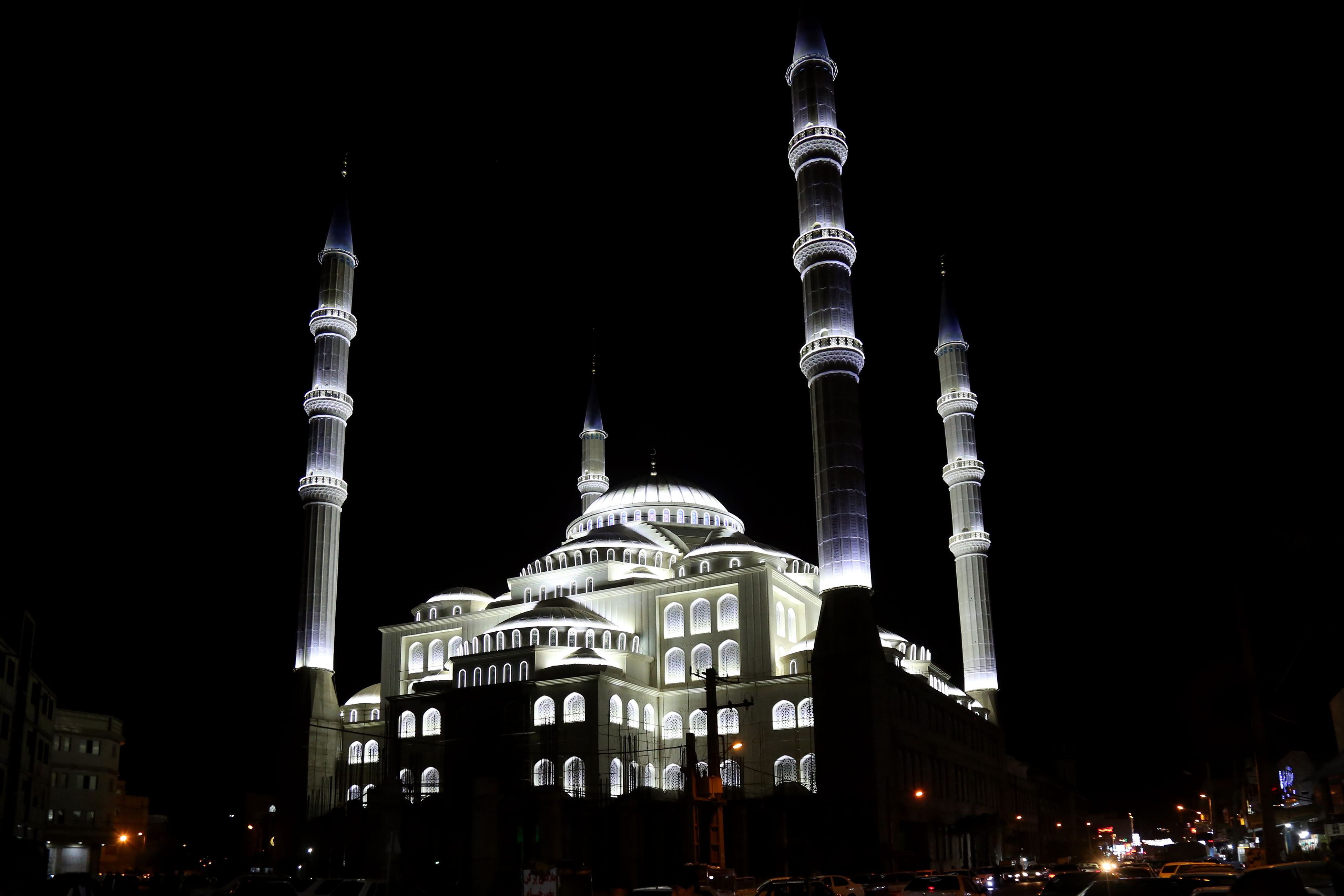
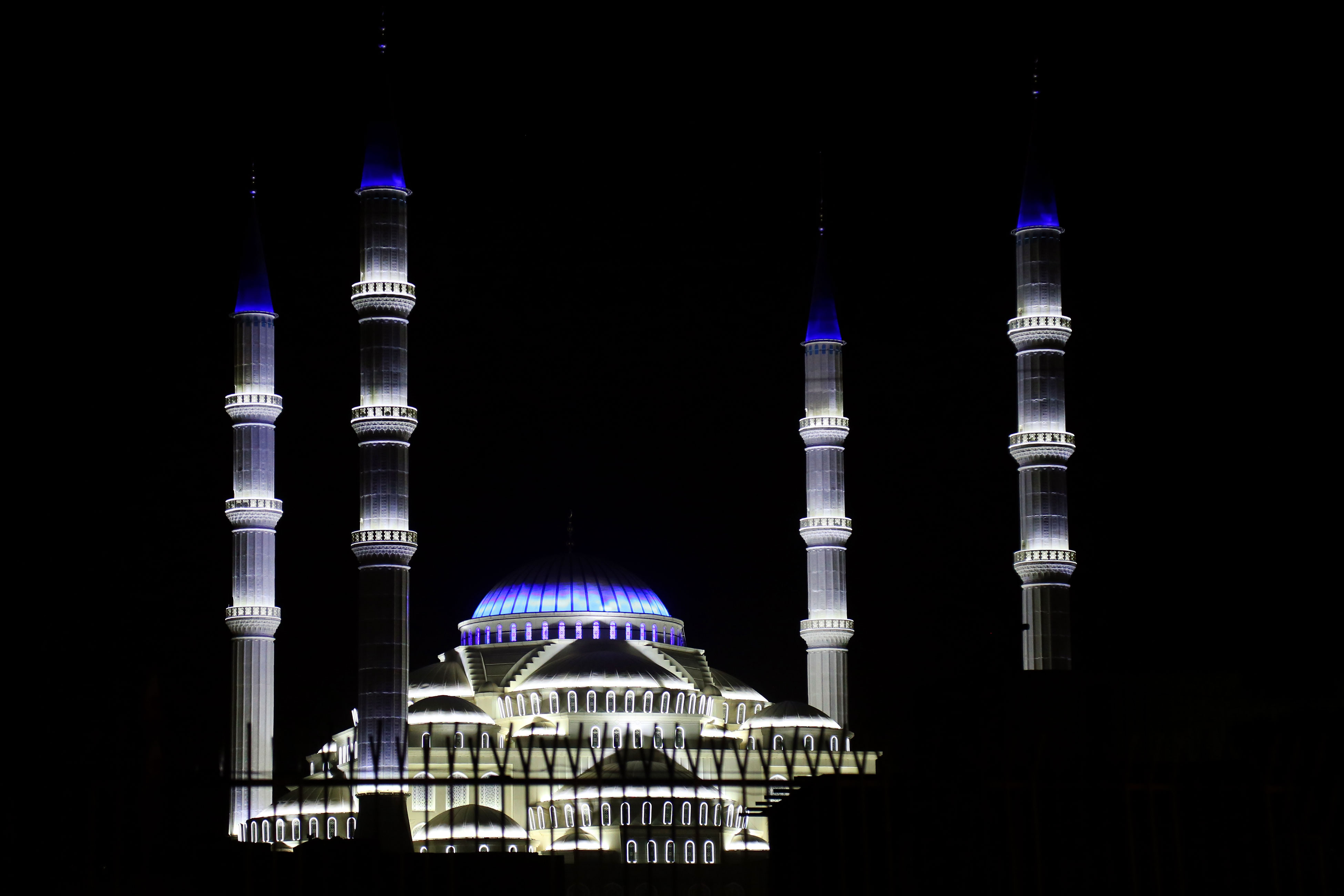
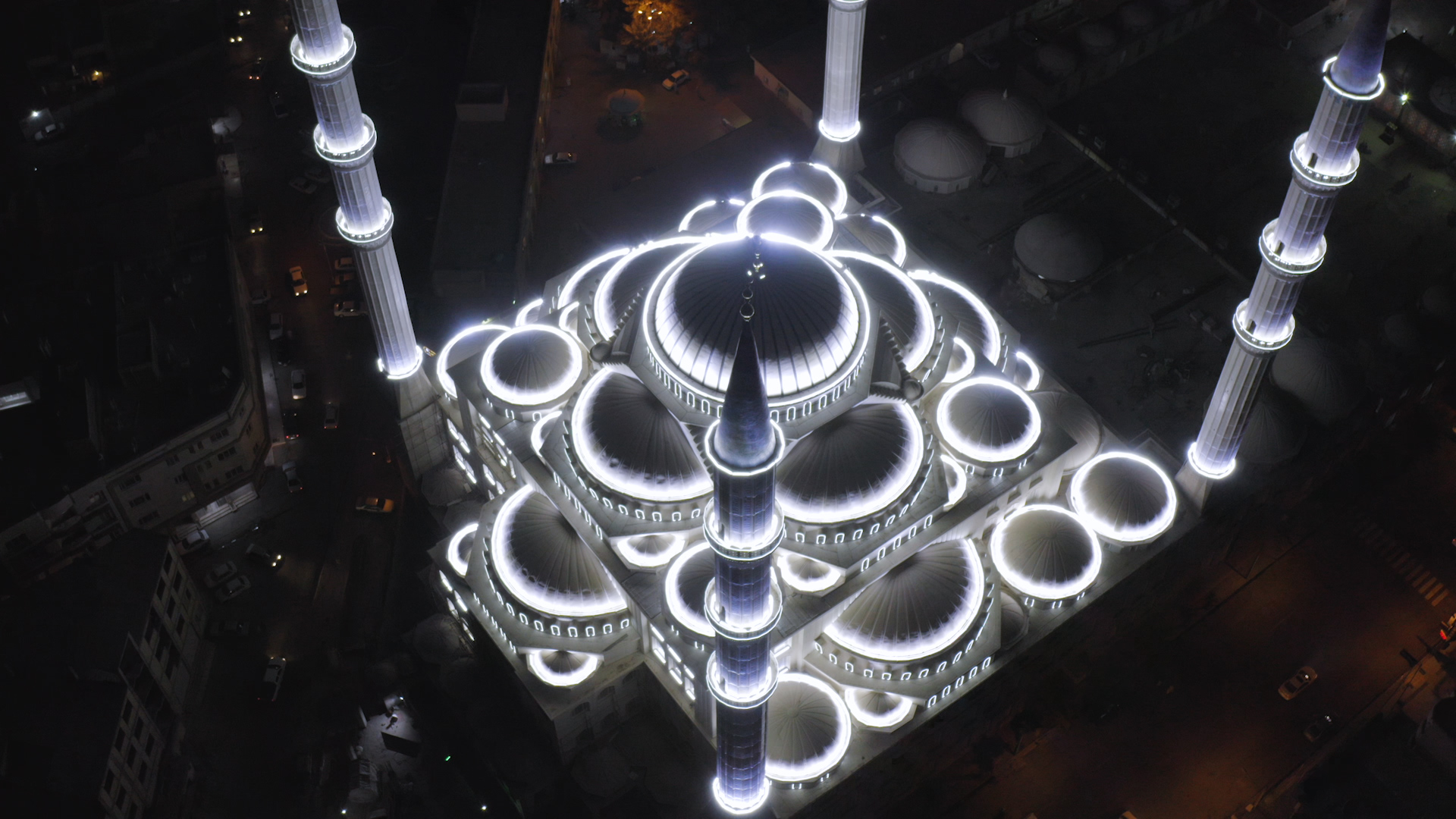
نور پردازی مسجد مکی (نما از بالا)
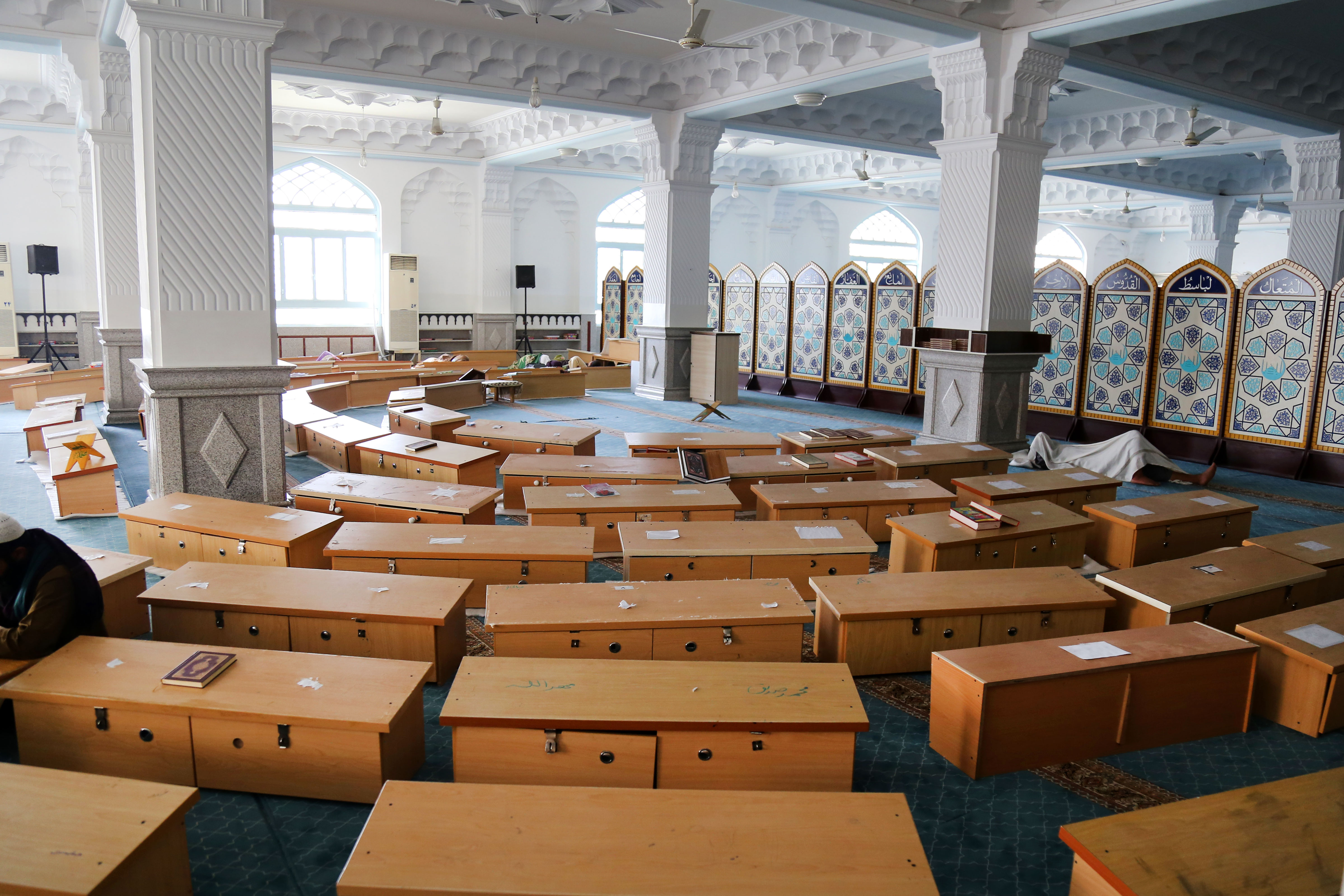
محل مطالعه مسجد مکی
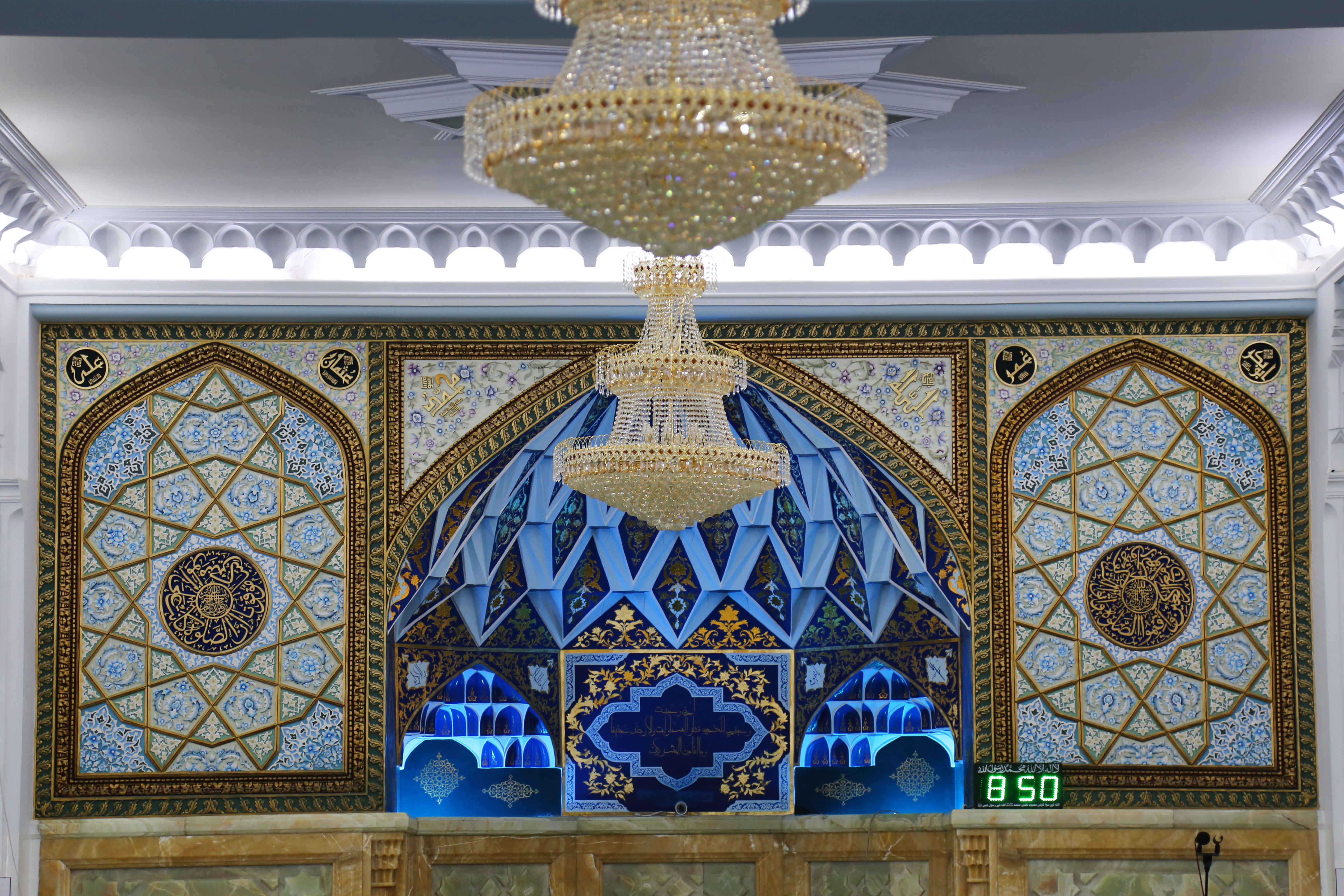
محراب موقت مسجد مکی